# Finnország az 1948. évi téli olimpiai játékokon
Finnország a svájci St. Moritzban megrendezett 1948. évi téli olimpiai játékok egyik részt vevő nemzete volt. Az országot az olimpián 5 sportágban 24 sportoló képviselte, akik összesen 6 érmet szereztek.

## Érmesek
| Érem  | Versenyző                                                   | Sportág          | Versenyszám           |
| ----- | ----------------------------------------------------------- | ---------------- | --------------------- |
| Arany | Heikki Hasu                                                 | Északi összetett | Egyéni                |
| Ezüst | Martti Huhtala                                              | Északi összetett | Egyéni                |
| Ezüst | Lassi Parkkinen                                             | Gyorskorcsolya   | Férfi 10 000 m        |
| Ezüst | August Kiuru Teuvo Laukkanen Sauli Rytky Lauri Silvennoinen | Sífutás          | Férfi 4 × 10 km váltó |
| Bronz | Pentti Lammio                                               | Gyorskorcsolya   | Férfi 10 000 m        |
| Bronz | Benjam Vanninen                                             | Sífutás          | Férfi 50 km           |

## Alpesisí
Férfi
| Versenyző       | Versenyszám | 1. futam | 1. futam | 2. futam | 2. futam | Összesítés | Összesítés |
| Versenyző       | Versenyszám | Idő      | Hely.    | Idő      | Hely.    | Idő        | Helyezés   |
| --------------- | ----------- | -------- | -------- | -------- | -------- | ---------- | ---------- |
| Pentti Alonen   | Lesiklás    |          |          |          |          | 3:22,3     | 39.        |
| Pentti Alonen   | Műlesiklás  | 1:18,1   | 26.      | 1:17,7   | 36.*     | 2:35,8     | 32.        |
| Aimo Vartiainen | Lesiklás    |          |          |          |          | 3:36,4     | 53.        |
| Aimo Vartiainen | Műlesiklás  | 1:14,0   | 20.      | 1:11,0   | 26.      | 2:25,0     | 21.        |

| Versenyző       | Versenyszám | Lesiklás | Lesiklás | Lesiklás | Műlesiklás | Műlesiklás | Műlesiklás | Műlesiklás | Műlesiklás | Műlesiklás | Műlesiklás | Összesítés | Összesítés |
| Versenyző       | Versenyszám | Lesiklás | Lesiklás | Lesiklás | 1. futam   | 1. futam   | 2. futam   | 2. futam   | Össz.      | Össz.      | Össz.      | Összesítés | Összesítés |
| Versenyző       | Versenyszám | Idő      | Pont     | Hely.    | Idő        | Hely.      | Idő        | Hely.      | Idő        | Pont       | Hely.      | Pont       | Helyezés   |
| --------------- | ----------- | -------- | -------- | -------- | ---------- | ---------- | ---------- | ---------- | ---------- | ---------- | ---------- | ---------- | ---------- |
| Pentti Alonen   | Összetett   | 3:22,3   | 15,22    | 28.      | 1:29,0     | 33.        | 1:11,2     | 15.        | 2:40,2     | 11,16      | 26.        | 26,38      | 28.        |
| Aimo Vartiainen | Összetett   | 3:36,4   | 22,86    | 38.      | nem indult | nem indult | kiesett    | kiesett    | kiesett    | kiesett    | kiesett    | kiesett    | kiesett    |

* - egy másik versenyzővel azonos eredményt ért el

## Északi összetett
| Versenyző      | Sífutás | Sífutás | Sífutás | Síugrás  | Síugrás  | Síugrás  | Síugrás | Síugrás | Összesítés | Összesítés |
| Versenyző      | Sífutás | Sífutás | Sífutás | 1. ugrás | 2. ugrás | 3. ugrás | Össz.   | Össz.   | Összesítés | Összesítés |
| Versenyző      | Idő     | Pont    | Hely.   | Távolság | Távolság | Távolság | Pont    | Hely.   | Pont       | Helyezés   |
| -------------- | ------- | ------- | ------- | -------- | -------- | -------- | ------- | ------- | ---------- | ---------- |
| Heikki Hasu    | 1:16:43 | 240,0   | 1.      | (57,0)   | 61,5     | 64,0     | 208,8   | 8.*     | 448,80     |            |
| Martti Huhtala | 1:19:28 | 224,2   | 2.      | 62,0     | (61,0)   | 61,5     | 209,5   | 6.      | 433,65     |            |
| Pauli Salonen  | 1:22:28 | 207,0   | 9.      | 63,0     | 62,0~    | (60,5)   | 206,3   | 10.     | 413,30     | 7.         |
| Olavi Sihvonen | 1:22:26 | 207,0   | 8.      | 60,0     | 65,0     | (60,0)   | 209,2   | 7.      | 416,20     | 5.         |

* - egy másik versenyzővel azonos eredményt ért el

~ - az ugrás során elesett

## Gyorskorcsolya
| Versenyző       | Versenyszám | Eredmény      | Helyezés      |
| --------------- | ----------- | ------------- | ------------- |
| Kalevi Laitinen | 500 m       | 45,3          | 17.*          |
| Kalevi Laitinen | 1500 m      | 2:20,3        | 7.            |
| Kalevi Laitinen | 5000 m      | 8:53,0        | 15.           |
| Kalevi Laitinen | 10 000 m    | nem ért célba | nem ért célba |
| Pentti Lammio   | 1500 m      | 2:23,9        | 21.           |
| Pentti Lammio   | 5000 m      | 8:40,7        | 8.            |
| Pentti Lammio   | 10 000 m    | 17:42,7       |               |
| Keijo Lehdikkö  | 500 m       | 44,7          | 13.           |
| Antero Ojala    | 500 m       | 44,8          | 14.*          |
| Antero Ojala    | 1500 m      | 2:21,4        | 12.           |
| Antero Ojala    | 5000 m      | 9:06,2        | 26.           |
| Lassi Parkkinen | 500 m       | 45,2          | 16.           |
| Lassi Parkkinen | 1500 m      | 2:19,6        | 4.            |
| Lassi Parkkinen | 5000 m      | 8:45,0        | 9.            |
| Lassi Parkkinen | 10 000 m    | 17:36,0       |               |

* - egy másik versenyzővel azonos eredményt ért el

## Sífutás
| Versenyző                                                   | Versenyszám     | Eredmény      | Helyezés      |
| ----------------------------------------------------------- | --------------- | ------------- | ------------- |
| Heikki Hasu                                                 | 18 km           | 1:16:43       | 4.            |
| Martti Huhtala                                              | 18 km           | 1:19:28       | 10.           |
| August Kiuru                                                | 18 km           | 1:18:25       | 7.            |
| Teuvo Laukkanen                                             | 18 km           | 1:18:51       | 8.            |
| Eero Rautiola                                               | 18 km           | 1:20:18       | 12.           |
| Sauli Rytky                                                 | 18 km           | 1:18:10       | 6.            |
| Pauli Salonen                                               | 18 km           | 1:22:28       | 24.           |
| Olavi Sihvonen                                              | 18 km           | 1:22:26       | 23.           |
| Pekka Kuvaja                                                | 50 km           | 4:10:02       | 7.            |
| Martti Sipilä                                               | 50 km           | nem ért célba | nem ért célba |
| Pekka Vanninen                                              | 50 km           | 3:57:58       | 4.            |
| Benjam Vanninen                                             | 50 km           | 3:57:28       |               |
| Lauri Silvennoinen Teuvo Laukkanen Sauli Rytky August Kiuru | 4 × 10 km váltó | 2:41:06       |               |

## Síugrás
| Versenyző         | 1. ugrás      | 2. ugrás | Összesítés | Összesítés |
| Versenyző         | Távolság      | Távolság | Pont       | Helyezés   |
| ----------------- | ------------- | -------- | ---------- | ---------- |
| Leo Laakso        | 66,0          | 69,5     | 221,7      | 6.         |
| Aatto Pietikäinen | 69,0          | 68,0     | 216,4      | 8.         |
| Matti Pietikäinen | 69,5          | 69,0     | 224,6      | 4.         |
| Erkki Rajala      | nem ért célba | kiesett  | kiesett    | kiesett    |

* - egy másik versenyzővel azonos eredményt ért el